# Friedrichshafener Hütte
Die Friedrichshafener Hütte ist eine Schutzhütte der Sektion Friedrichshafen des Deutschen Alpenvereins auf der Tiroler Seite des Verwalls in Österreich.

## Lage
Die 1924 von der Sektion Friedrichshafen des Deutschen und Österreichischen Alpenvereins aus Privatbesitz übernommene Friedrichshafener Hütte liegt 2138 m ü. A. hoch auf der Muttenalpe über dem Paznauntal. Die Sicht nach Süden auf die Silvretta ist hervorragend. An der Hütte befindet sich ein kleiner See.

## Zugänge
- von Mathon, 2 Stunden
- von Galtür zum Weiler Piel und dann bald weiter auf dem von Mathon kommenden Weg, 3 Stunden
- von Galtür über den Sonnenkogel genannten Ostrücken des Adamsbergs, 3 Stunden[1]

Alle drei Anstiege verlaufen am Südhang und sind im oberen Teil bei Sonne relativ heiß.

## Nachbarhütten und Übergänge
- zur Heilbronner Hütte über das Muttenjoch, „Friedrichshafener Weg“, 3 Stunden
- zur Konstanzer Hütte
  - über das Schafbicheljoch (Schafbüheljoch) und durch das Fasultal, 3 Stunden
  - über das Muttenjoch, „Friedrichshafener Weg“, durch das Ochsen- und Schönverwalltal, 4,5 Stunden, nicht so lohnend wie der Weg über das Schafbicheljoch
- zur Darmstädter Hütte über das Rautejöchli, „Ludwig-Dürr-Weg“, ca. 7–8 Stunden. Wegen erhöhter Steinschlaggefahr am großen Kuchenferner ist der ursprüngliche Weg mittlerweile gesperrt. Eine markierte Umleitung führt nun über die Rauteköpfe. Der Übergang gilt wegen seiner Länge, Höhe und Wegbeschaffenheit als besonders anspruchsvoll.

Die Hütte ist auch ein wichtiger Stützpunkt am Zentralalpenweg, einem österreichischen Weitwanderweg.

## Gipfel
In Hüttennähe befinden sich einige wenig markante Gipfel, die von Wanderern von den Verbindungswegen zwischen den Hütten mitgenommen werden können. Die Wege auf die Gipfel sind markiert.
- Vertinespleiskopf, 2706 m, und weiter zum Vertineskopf, 2685 m, von der Friedrichshafener Hütte über das Schafbicheljoch zu den Gipfeln, 2 Stunden, der Weg kann nach Süden zum Friedrichshafener Weg und zum Muttejoch fortgesetzt werden.
- Gaisspitze, 2779 m, von der Friedrichshafener Hütte über das Muttejoch zum Gipfel, knapp 2 Stunden.